# Yang Tae-young
Yang Tae-young (kor. 양태영, ur. 8 lipca 1980) – południowokoreański gimnastyk. Brązowy medalista olimpijski z Aten.
Zawody w 2004 były jego pierwszymi igrzyskami. W stolicy Grecji zajął trzecie miejsce w wieloboju, choć nastąpiło to na skutek pomyłki sędziowskiej na jego niekorzyść - arbitrzy źle policzyli jego notę w ćwiczeniach na poręczach. Powinna być ona wyższa z racji wyższej wartości technicznej ćwiczenia, wtedy Yang Tae-young wyprzedziłby zarówno Amerykanina Paula Hamma, jak i swego rodaka Kim Dae-euna. Po konkursie sędziowie zostali zawieszeni, ale wyników nie zmieniono. Brał udział także w igrzyskach w 2008. W 2006 był brązowym medalistą igrzysk azjatyckich w drużynie.